# Coscinum clavipes
Coscinum clavipes är en tvåvingeart som beskrevs av Friedrich Georg Hendel 1909. Coscinum clavipes ingår i släktet Coscinum och familjen fläckflugor.
Artens utbredningsområde är Peru. Inga underarter finns listade i Catalogue of Life.